# Savannah Way

Karte von Nordaustralien mit dem Verlauf der Route in Blau

Der Savannah Way ist eine Straßenverbindung im Norden Australiens, welche aus mehreren Highways und Outback-Pisten besteht. Er erstreckt sich über eine Länge von 3500 Kilometern in Ostwest-Richtung und verbindet Cairns in Queensland an der Ostküste Australiens mit Broome an der Nordwestküste von Westaustralien. Der Savannah Way ist eine Straße, die das nördliche Outback und zahlreiche Nationalparks entlang der Strecke für Touristen erschließt. Große Teile des Savannah Way sind identisch mit dem Verlauf des National Highway 1.

## Verlauf

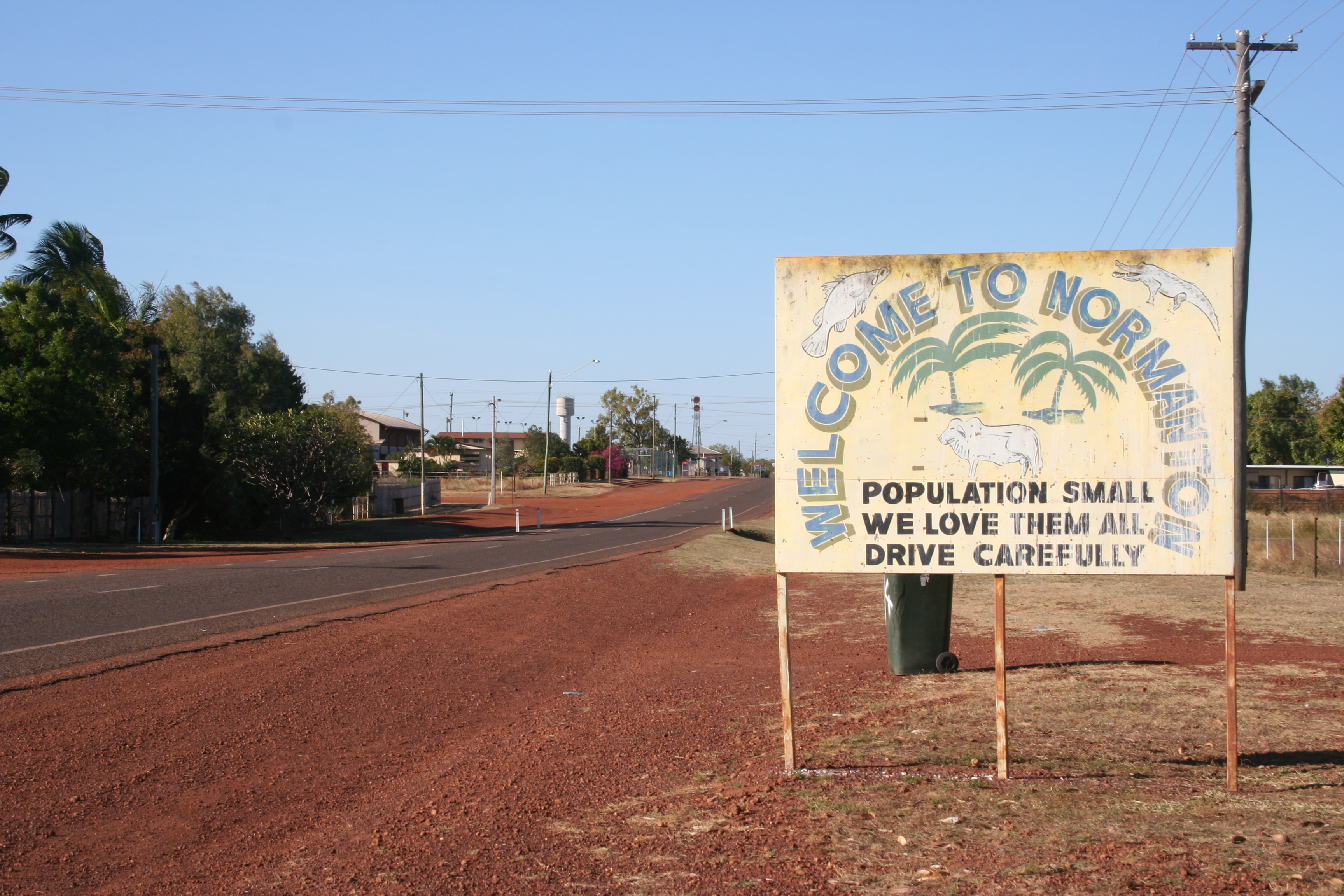
Schild am Savannah Way bei Normanton

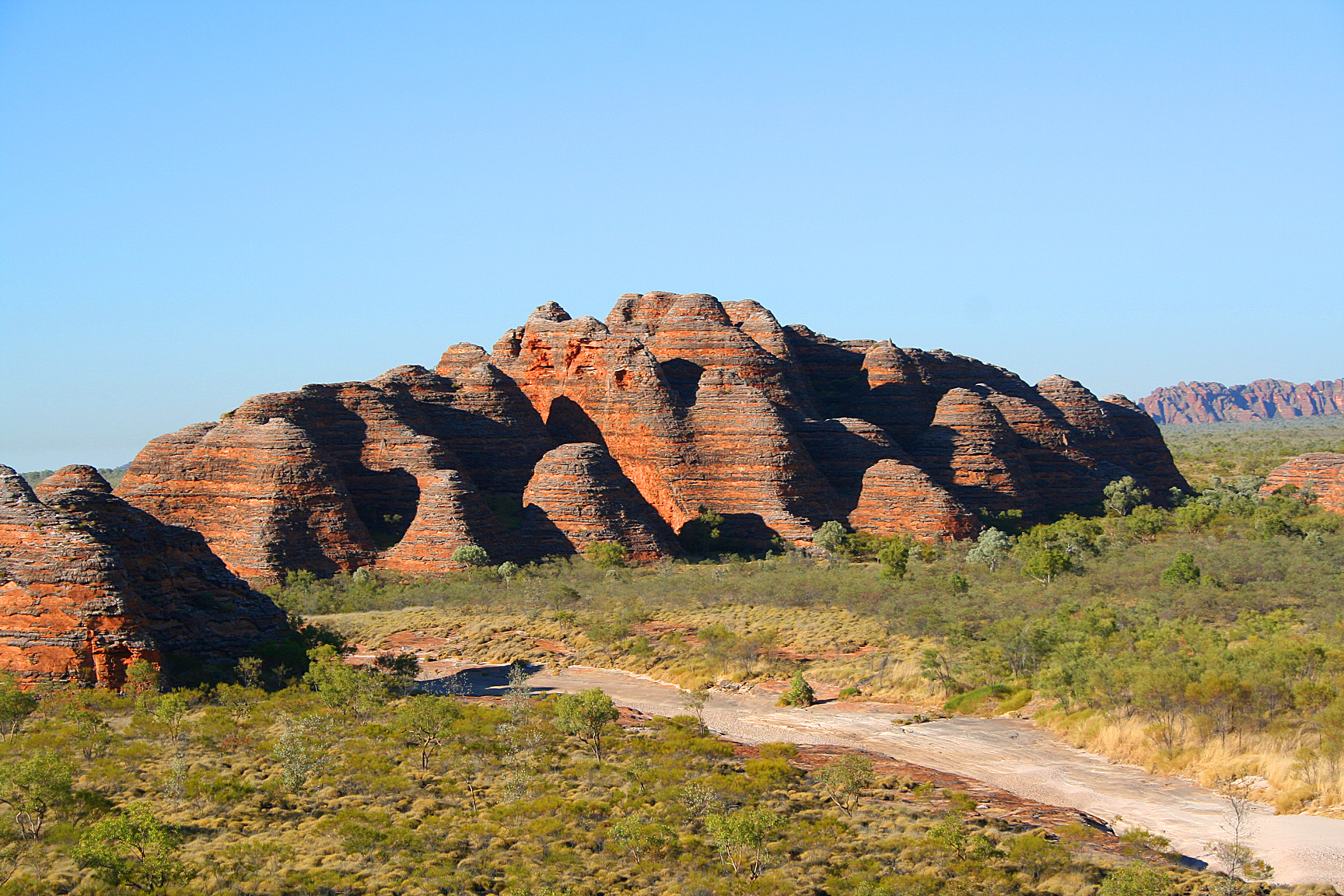
Der Purnululu-Nationalpark ist nur einer von zahlreichen Nationalparks im Verlauf des Savannah Way

### Queensland
Der Savannah Way beginnt in Cairns, wo er zunächst als Captain Cook Highway in Richtung Norden verläuft. In Smithfield zweigt der Savannah Way in Richtung Westen ab und ist nun als Kennedy Highway ausgeschildert. Dessen Verlauf folgt der Savannah Way für etwa 240 Kilometer bis zum Forty-Mile-Scrub-Nationalpark und der Abzweigung der Gulf Developmental Road. Diese ist auf ihrer gesamten Länge bis nach Normanton Teil des Savannah Way. Von Normanton aus führt der Savannah Way weiter in westlicher Richtung. Dieser Abschnitt ist teilweise als Great Top Road, auf anderen Abschnitten als Floraville Road bekannt. Auf diesem Abschnitt passiert der Savannah Way die Ortschaften Burketown und Doomadgee, sowie das Hell’s Gate Roadhouse, bevor er die Grenze zum Northern Territory erreicht.

### Northern Territory
Von Queensland kommend führt der Savannah Way zunächst nach Borroloola. Von dort aus folgt er dem Verlauf des Carpentaria Highway in westlicher Richtung bis nach Cape Crawford. Dort zweigt der Savannah Way in nördliche Richtung ab und führt auf einer unbefestigten Schotterpiste nach Roper Bar am Roper Highway. Dessen Verlauf folgend trifft der Savannah Way bei Mataranka auf den Stuart Highway und folgt diesem bis nach Katherine. Von Katherine aus folgt der Savannah Way dem Verlauf des Victoria Highway, bis zur Grenze nach Westaustralien.

### Westaustralien
In Westaustralien folgt der Savannah Way zunächst weiter dem Verlauf des Victoria Highway, bis dieser auf den Great Northern Highway trifft. Dieser bildet mit einem Teil seiner Strecke den letzten Abschnitt des Savannah Way. Die Strecke führt von Wyndham entlang am Rande der Kimberley Region über Halls Creek, Fitzroy Crossing und Derby bis nach Broome, wo der Savannah Way endet.